# 양주 (사상가)
양주(楊朱)는 중국 전국 시대 초기의 사상가이다. 자(字)는 자거(子居). 위(衛) 사람이다. 개인주의 사상인 위아설(자애설)을 설하였다. 양주(楊朱)의 전기는 모호하다. 묵적(墨翟)과 아울러 그 사람의 설이 천하에 가득 차 있었다고 하는 것이 《맹자(孟子)》에 기록되어 있는 것으로 보아 기원전 4세기에서 3세기에 걸쳐 그 학설이 유행했던 듯하다. 펑유란(馮友蘭)은 도가 사상 묵자(墨子) 이후에 출현하였다고 생각하여 양주(楊朱)를 그 시초를 삼으나 아직 불확실하다. 양주의 학설은 《맹자》, 《열자(列子)》, 《한비자(韓非子)》, 《여씨춘추》, 《회남자》에 보인다. 양주(楊朱)는 하나의 생명이야말로 가장 귀중하다고 생각하여 생활의 일체는 이 하나의 생명을 기르고자 존재한다고 주장한다. 생명의 주체는 '나(我)'다. 그 '나'를 소중하게 하는 바로 그것이 가장 중요하다고 주장한다. 노자(老子)는 무아를 말하여 무아속에 개인의 존속을 도모하려고 하였으나 양주는 무엇이든 나를 위해서만 해야 한다는 위아(爲我)설을 노골로 설하였다. 그것은 극단인 개인주의이기도 하였으므로 묵자(墨子)가 말하는 '겸애'의 생각과 상이해 대비된다. 양주의 이 주장은 한 마디로 '전성보진(全性保眞)'의 설이라고 평가받는다(《淮南子》氾論訓의 楊朱評). 《여씨춘추》〈不二篇〉에 양주를 평하여 '양생(楊生)은 나[己]를 귀히 한다'고 이르는 것도 양주 사상의 특색을 한 마디로 논한 것이다.

## 같이 보기
- 이기주의
- 쾌락주의

## 참고 문헌
- 이 문서에는 다음커뮤니케이션(현 카카오)에서 GFDL 또는 CC-SA 라이선스로 배포한 글로벌 세계대백과사전의 내용을 기초로 작성된 글이 포함되어 있습니다.